# Giovanni Alfonso Borelli
Giovanni Alfonso Borelli   (Nàpols, 28 de gener de 1608 - Roma, 31 de desembre de 1679), va ser un científic italià renaixentista especialitzat en fisiologia, biomecànica, física, astronomia i matemàtiques. Va contribuir al principi modern de la investigació científica continuant el costum de Galileo de verificar matemàticament les hipòtesis amb observacions.

## Vida i Obra
Giovanni Borelli va néixer el 28 de gener de 1608 al Castel Nuovo de Nàpols, on estava estacionada la milícia espanyola, ja que era fill d'un caporal de l'exèrcit espanyol, Miguel Alonso, i una dona napolitana, Laura Porello (també Porelli o Borelli). Va ser batejat amb els noms de Giovanni, Francesco i Antonio que posteriorment va canviar per Giovanni Alfonso, amagant el seu cognom, Alonso, que delatava els seus orígens espanyols en una península que ja començava a estar contra l'ocupació espanyola del Sud.
El 1614, el seu pare, Miguel Alonso, va ser transferit al Castel Sant’Elmo on estava empresonat Tommaso Campanella amb qui va establir una forta amistat. Per aquest motiu, va ser jutjat i es va haver d'exiliar a Roma. Això no obstant, va apel·lar la sentència i va ser perdonat, tornant al Castel Sant’Elmo el 1617. Probablement, el jove Borelli va estudiar amb Campanella, cosa que explicaria el seu alt nivell educatiu quan se’n va anar a la Universitat de Roma quan tenia uns vint anys. De fet, quan Campanella és alliberat i abandona Itàlia per marxar a França, és acompanyat per Filippo Borelli, el germà de Giovanni, que també havia canviat els seus cognoms.
A Roma, va estudiar amb el professor Antonio Castelli i va fer amistat amb Evangelista Torricelli, de la seva mateixa edat. Tots ells eren defensors de les idees de Galileo Galilei, per això, els anys 1632-1633 van ser difícils per a ells quan Galileo va ser sotmès al procés inquisitorial. Borelli va romandre a Roma fins a l'any 1635, quan va ser nomenat professor de matemàtiques a la Universitat de Messina. És aquí on adquirirà fama com a bon professor de matemàtiques, esdevindrà membre de l'Accademia della Fucina (establerta el 1639) i prendrà contacte amb els manuscrits no publicats de Francesco Maurolico sobre les còniques d'Apol·loni de Perge.
El 1642, per encàrrec de la Universitat, va fer un llarg viatge per tot Itàlia (Nàpols, Roma, Florència, Pisa, Bolonya, Pàdua i Venècia) cercant professors per a la Universitat. En aquest viatge retrobarà o coneixerà Evangelista Torricelli, Bonaventura Cavalieri, Vincenzo Viviani, Vincenzo Renieri i l'aleshores príncep Leopold de Mèdici. Aquest viatge va augmentar molt la seva reputació per les converses que va mantenir amb els líders matemàtics de la seva època. A la mort de Bonaventura Cavalieri el 1647 i en quedar vacant la plaça de matemàtiques de la Universitat de Bolonya, les autoritats volien substituir-lo per un bon professor com Borelli, però degut al seu suport dels "moderns" (Copèrnic i Galileo), la plaça va ser per Giovanni Domenico Cassini.
Borelli va romandre a Messina, malgrat el seu interès per anar a la Península, fins al 1656 en què va ser nomenat catedràtic de la Universitat de Pisa. En els anys següents i a instàncies dels Medici, va treballar en un manuscrit àrab de les còniques d'Apol·loni. Borelli no sabia àrab, però gràcies al seu treball amb els manuscrits de Maurolico i a les figures del text, en va entendre el significat general. Finalment, amb l'ajuda de l'arabista Abraham Ecchellensis, va poder publicar la traducció dels llibres 5é, 6é i 7é d'aquesta obra que estaven perduts (1661).
També es va dedicar a l'astronomia, fundant un observatori a San Miniato (1665) i publicant un llibre sobre l'explicació física dels moviments de les quatre llunes de Júpiter (1668). En aquesta obra Borelli suggereix que les òrbites de les llunes són el·líptiques i no circulars.
També va conèixer a Pisa Marcello Malpighi, amb qui va establir una forta relació i que el va fer entrar en l'estudi dels moviments dels animals des d'un punt de vista purament mecànic. Aquests estudis el van portar a escriure De motu animalium (El moviment dels animals), tot i que aquesta obra no va ser publicada fins després de la seva mort (1680-1681). Per aquesta obra se'l considera el fundador de la Biomecànica.
Borelli va retornar a Messina el 1668, però es va involucrar en la política anti-espanyola i les autoritats el van forçar a marxar. El 1672, a Roma, va ser protegit de la reina Cristina de Suècia, qui va finançar la publicació del De motu animalium. Els seus últims anys a Roma van ser molt penosos: va ser robat per un servent, va ingressar en un asil i va donar classes a l'escola pia de Sant Pantaleo, sense assignació econòmica. Va morir de pneumònia el desembre de 1679.

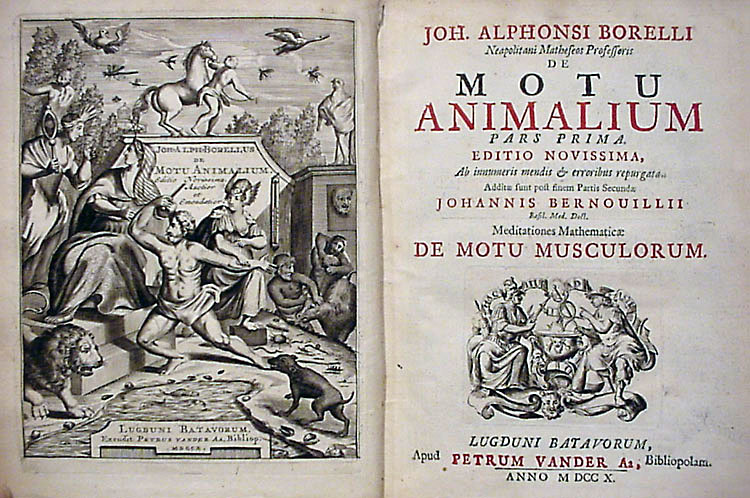
De Motu Animalium I. Edició de Leiden, (1710)

## Obres

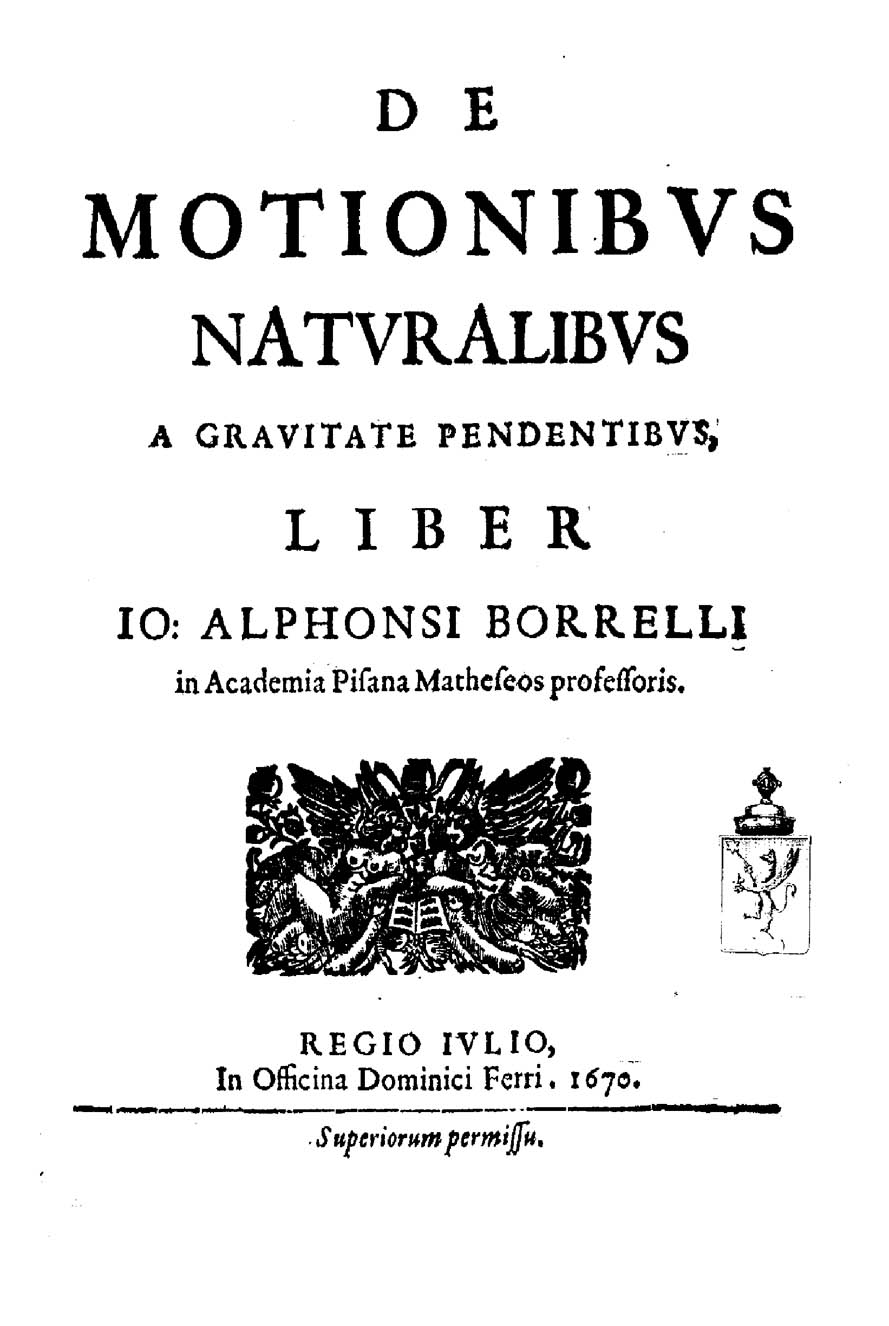
De motionibus naturalibus a gravitate pendentibus, 1670

- Della cagioni delle febbri maligne (Cosenza, 1649), la seva primera obra mèdica en la qual comença el seu mètode d'aplicar les matemàtiques a la medicina.[13]
- Euclides Restitutus (Pisa, 1658), un intent de restauració dels Elements d'Euclides, especialment pel que fa a la teoria de la proporció.[14]
- Apollonius Pergaeus Conicorum libri v. vi. vii. paraphraste Abalphato Asphahanensi nunc Primum editi (Florència, 1661), primera traducció al llatí dels perduts llibres 5è, 6è i 7è de les Còniques d'Apol·loni a partir d'una traducció àrab trobada a la Biblioteca Laurenziana (el 8è llibre continua definitivament perdut).[5]
- Euclide rinnovato (Bolonya, 1663)
- Del movimento della cometa apparsa il mese di Dicembre 1664 (Pisa, 1665)
- Theoricae Mediceorum planetarum ex causis physicis deductae (Florència, 1666), en el qual discuteix la suposada trajectòria parabòlica d'un cometa i les possibles òrbites el·líptiques dels planetes.[15]
- De vi percussionis liber (Bolonya, 1667)
- Historia et meteorologia incendii Aetnaei anni 1  (Reggio de Calàbria, 1669)
- De motionibus naturalibus a gravitate pendentibus (Bolonya, 1670)
- Elementa conica Apollonii Pergaei, et Archimedis opera, nova et breviori methodo demonstrata (Roma, 1679)
- De motu animalium (Roma, 1680, 1r volum, 1681, 2n volum), potser el llibre pel qual és més conegut en el qual aplica els principis de la iatrofísica a l'estudi de l'anatomia, buscant una explicació físico-matemàtica dels fenòmens biològics.[16]